# Szachiści Marsa
Szachiści Marsa (tyt. oryg. The Chessmen of Mars) – piąta część cyklu science fantasy o przygodach  na Marsie. Głównym bohaterem, a właściwie bohaterką niniejszej części cyklu o Barsomie jest Tara, córka Johna Cartera. Powieść napisał Edgar Rice Burroughs, a po raz pierwszy została wydana w 1922. W Polsce doczekała się wydania dopiero w 2016 roku, nakładem wydawnictwa Solaris (podobnie jak 3 poprzednie tomy cyklu).